# Anatoli Naiman
Anatoli Ghenrihovici Naiman (în rusă Анатолий Генрихович Найман; n. 23 aprilie 1936, Leningrad, RSFS Rusă, URSS – d. 21 ianuarie 2022, Moscova, Rusia) a fost un poet și scriitor rus.
  Materiale media legate de Anatoli Naiman la Wikimedia Commons
1. ↑  Literatorî Sankt-Peterburga. HH vek
2. ↑  Autoritatea BnF, accesat în 10 octombrie 2015
3. ↑  Czech National Authority Database, accesat în 1 martie 2022